# Bảng tổng sắp huy chương Thế vận hội Mùa hè 2020

Thành tích huy chương của mỗi đội trong Thế vận hội Mùa hè 2020.
Chú thích:
Quốc gia giành được ít nhất một huy chương vàng.
Quốc gia giành được ít nhất một huy chương bạc (và không có huy chương vàng).
Quốc gia giành được ít nhất một huy chương đồng (và không có huy chương vàng hoặc bạc).
Quốc gia không giành được huy chương nào.
Quốc gia không tham gia Thế vận hội Mùa hè 2020.

Tổng số huy chương của mỗi quốc gia trong Thế vận hội Mùa hè 2020.

Bảng huy chương sau đây là danh sách các Ủy ban Olympic Quốc gia (NOC) và một đội không thuộc NOC được xếp hạng theo số huy chương mà các vận động viên giành được trong Thế vận hội Mùa hè 2020 tại Tokyo, từ ngày 23 tháng 7 đến ngày 8 tháng 8 năm 2021.
Bermuda, Philippines và Qatar lần đầu tiên giành được huy chương vàng Olympic, trong khi Burkina Faso San Marino, và Turkmenistan lần đầu tiên giành được huy chương. Ngoài ra, Bắc Macedonia đã giành được huy chương bạc đầu tiên, trước đó đã nhận được một huy chương đồng.
Tổng cộng 93 quốc gia đã giành được huy chương, phá vỡ kỷ lục 87 trước đó của Thế vận hội Bắc Kinh 2008 và Thế vận hội Rio 2016. Hơn nữa, 65 quốc gia đã giành được ít nhất một huy chương vàng, đồng thời phá vỡ kỷ lục được thiết lập tại Thế vận hội Rio. Hoa Kỳ giành được nhiều huy chương vàng nhất, cũng như nhiều huy chương các loại nhất. Chủ nhà Nhật Bản đứng thứ ba với 27 huy chương vàng.

## Huy chương
Thiết kế huy chương Olympic cho Thế vận hội Mùa hè 2020 được tạo ra bởi Junichi Kawanishi. Huy chương được sản xuất bằng kim loại tái chế chiết xuất từ các thiết bị điện tử nhỏ do công chúng quyên góp. Ruy băng kỷ niệm chương sẽ sử dụng các họa tiết thiết kế truyền thống của Nhật Bản được tìm thấy trong "ichimatsu moyo", một họa tiết ca rô hài hòa và "kasane no irome", một kỹ thuật xếp lớp kimono truyền thống, trong cách trình bày hiện đại. Hộp đựng huy chương được sản xuất từ gỗ tần bì của Nhật Bản nhuộm cùng màu với quốc huy Olympic. Nắp tròn và phần thân của hộp có thể mở ra giống như một chiếc nhẫn được nối với nhau bằng nam châm. Mặt sau của các huy chương có hình Nike, nữ thần chiến thắng của Hy Lạp, ở phía trước Sân vận động Panathinaiko và vòng Olympic.
Do đại dịch COVID-19, các vận động viên sẽ được trao huy chương của họ trên khay và được yêu cầu tự đeo vào người, thay vì được đeo quanh cổ bởi một người có chức sắc.

## Bảng huy chương
Đây là bảng tổng số huy chương của Thế vận hội Mùa hè 2020, dựa trên tổng số huy chương của Ủy ban Olympic quốc tế (IOC). Các bảng xếp hạng này sắp xếp theo số lượng huy chương vàng mà các Ủy ban Olympic Quốc gia (NOC) giành được. Số huy chương bạc được xét tiếp theo, sau đó là số huy chương đồng. Nếu sau những quy tắc trên, số lượng huy chương của các quốc gia vẫn bằng nhau, các quốc gia sẽ được xếp hạng ngang bằng và được liệt kê theo thứ tự bảng chữ cái theo Mã quốc gia IOC. Mặc dù thông tin này được cung cấp bởi IOC, nhưng bản thân IOC không công nhận hoặc xác nhận bất kỳ hệ thống xếp hạng nào.
Chương trình Thế vận hội Mùa hè 2020 có 33 môn thể thao với 50 bộ môn và tổng cộng 339 sự kiện, dự kiến sẽ phân phối 339 bộ huy chương.
Hai huy chương vàng đã được trao cho vị trí thứ nhất trong nội dung nhảy cao nam môn điền kinh. Kết quả là không có huy chương bạc nào được trao khiến số huy chương vàng nhiều hơn huy chương bạc 2 chiếc.
Ở các môn quyền anh (13 nội dung), judo (15 nội dung), karate (8 nội dung), taekwondo (8 nội dung) và đấu vật (18 nội dung), có hai huy chương đồng được trao cho mỗi nội dung thi đấu (không có trận tranh huy chương đồng hoặc có 2 trận tranh huy chương đồng) nên có thêm 62 huy chương đồng. Ngoài ra, hai huy chương đồng đã được trao cho hai vị trí thứ ba bằng điểm nhau trong nội dung tự do nữ ở môn thể dục dụng cụ nên đã có tổng cộng 63 huy chương đồng bổ sung.
| Hạng                | NOC                 | Vàng | Bạc | Đồng | Tổng số |
| ------------------- | ------------------- | ---- | --- | ---- | ------- |
| 1                   | Hoa Kỳ              | 39   | 41  | 33   | 113     |
| 2                   | Trung Quốc          | 38   | 32  | 18   | 88      |
| 3                   | Nhật Bản            | 27   | 14  | 17   | 58      |
| 4                   | Anh Quốc            | 22   | 21  | 22   | 65      |
| 5                   | Ủy ban Olympic Nga  | 20   | 28  | 23   | 71      |
| 6                   | Úc                  | 17   | 7   | 22   | 46      |
| 7                   | Hà Lan              | 10   | 12  | 14   | 36      |
| 8                   | Pháp                | 10   | 12  | 11   | 33      |
| 9                   | Đức                 | 10   | 11  | 16   | 37      |
| 10                  | Ý                   | 10   | 10  | 20   | 40      |
| 11                  | Canada              | 7    | 6   | 11   | 24      |
| 12                  | Brasil              | 7    | 6   | 8    | 21      |
| 13                  | New Zealand         | 7    | 6   | 7    | 20      |
| 14                  | Cuba                | 7    | 3   | 5    | 15      |
| 15                  | Hungary             | 6    | 7   | 7    | 20      |
| 16                  | Hàn Quốc            | 6    | 4   | 10   | 20      |
| 17                  | Ba Lan              | 4    | 5   | 5    | 14      |
| 18                  | Cộng hòa Séc        | 4    | 4   | 3    | 11      |
| 19                  | Kenya               | 4    | 4   | 2    | 10      |
| 20                  | Na Uy               | 4    | 2   | 2    | 8       |
| 21                  | Jamaica             | 4    | 1   | 4    | 9       |
| 22                  | Tây Ban Nha         | 3    | 8   | 6    | 17      |
| 23                  | Thụy Điển           | 3    | 6   | 0    | 9       |
| 24                  | Thụy Sĩ             | 3    | 4   | 6    | 13      |
| 25                  | Đan Mạch            | 3    | 4   | 4    | 11      |
| 26                  | Croatia             | 3    | 3   | 2    | 8       |
| 27                  | Iran                | 3    | 2   | 2    | 7       |
| 28                  | Serbia              | 3    | 1   | 5    | 9       |
| 29                  | Bỉ                  | 3    | 1   | 3    | 7       |
| 30                  | Bulgaria            | 3    | 1   | 2    | 6       |
| 31                  | Slovenia            | 3    | 1   | 1    | 5       |
| 32                  | Uzbekistan          | 3    | 0   | 2    | 5       |
| 33                  | Gruzia              | 2    | 5   | 1    | 8       |
| 34                  | Đài Bắc Trung Hoa   | 2    | 4   | 6    | 12      |
| 35                  | Thổ Nhĩ Kỳ          | 2    | 2   | 9    | 13      |
| 36                  | Uganda              | 2    | 1   | 1    | 4       |
| 36                  | Hy Lạp              | 2    | 1   | 1    | 4       |
| 38                  | Ecuador             | 2    | 1   | 0    | 3       |
| 39                  | Ireland             | 2    | 0   | 2    | 4       |
| 39                  | Israel              | 2    | 0   | 2    | 4       |
| 41                  | Qatar               | 2    | 0   | 1    | 3       |
| 42                  | Kosovo              | 2    | 0   | 0    | 2       |
| 42                  | Bahamas             | 2    | 0   | 0    | 2       |
| 44                  | Ukraina             | 1    | 6   | 12   | 19      |
| 45                  | Belarus             | 1    | 3   | 3    | 7       |
| 46                  | Venezuela           | 1    | 3   | 0    | 4       |
| 46                  | România             | 1    | 3   | 0    | 4       |
| 48                  | Ấn Độ               | 1    | 2   | 4    | 7       |
| 49                  | Hồng Kông           | 1    | 2   | 3    | 6       |
| 50                  | Slovakia            | 1    | 2   | 1    | 4       |
| 50                  | Philippines         | 1    | 2   | 1    | 4       |
| 52                  | Nam Phi             | 1    | 2   | 0    | 3       |
| 53                  | Áo                  | 1    | 1   | 5    | 7       |
| 54                  | Ai Cập              | 1    | 1   | 4    | 6       |
| 55                  | Indonesia           | 1    | 1   | 3    | 5       |
| 56                  | Bồ Đào Nha          | 1    | 1   | 2    | 4       |
| 56                  | Ethiopia            | 1    | 1   | 2    | 4       |
| 58                  | Tunisia             | 1    | 1   | 0    | 2       |
| 59                  | Thái Lan            | 1    | 0   | 1    | 2       |
| 59                  | Estonia             | 1    | 0   | 1    | 2       |
| 59                  | Latvia              | 1    | 0   | 1    | 2       |
| 59                  | Fiji                | 1    | 0   | 1    | 2       |
| 63                  | Bermuda             | 1    | 0   | 0    | 1       |
| 63                  | Maroc               | 1    | 0   | 0    | 1       |
| 63                  | Puerto Rico         | 1    | 0   | 0    | 1       |
| 66                  | Colombia            | 0    | 4   | 1    | 5       |
| 67                  | Azerbaijan          | 0    | 3   | 4    | 7       |
| 68                  | Cộng hòa Dominica   | 0    | 3   | 2    | 5       |
| 69                  | Armenia             | 0    | 2   | 2    | 4       |
| 70                  | Kyrgyzstan          | 0    | 2   | 1    | 3       |
| 71                  | Mông Cổ             | 0    | 1   | 3    | 4       |
| 72                  | Argentina           | 0    | 1   | 2    | 3       |
| 72                  | San Marino          | 0    | 1   | 2    | 3       |
| 74                  | Malaysia            | 0    | 1   | 1    | 2       |
| 74                  | Jordan              | 0    | 1   | 1    | 2       |
| 74                  | Nigeria             | 0    | 1   | 1    | 2       |
| 77                  | Namibia             | 0    | 1   | 0    | 1       |
| 77                  | Ả Rập Xê Út         | 0    | 1   | 0    | 1       |
| 77                  | Turkmenistan        | 0    | 1   | 0    | 1       |
| 77                  | Bắc Macedonia       | 0    | 1   | 0    | 1       |
| 77                  | Litva               | 0    | 1   | 0    | 1       |
| 77                  | Bahrain             | 0    | 1   | 0    | 1       |
| 83                  | Kazakhstan          | 0    | 0   | 8    | 8       |
| 84                  | México              | 0    | 0   | 4    | 4       |
| 85                  | Phần Lan            | 0    | 0   | 2    | 2       |
| 86                  | Grenada             | 0    | 0   | 1    | 1       |
| 86                  | Burkina Faso        | 0    | 0   | 1    | 1       |
| 86                  | Bờ Biển Ngà         | 0    | 0   | 1    | 1       |
| 86                  | Syria               | 0    | 0   | 1    | 1       |
| 86                  | Botswana            | 0    | 0   | 1    | 1       |
| 86                  | Moldova             | 0    | 0   | 1    | 1       |
| 86                  | Ghana               | 0    | 0   | 1    | 1       |
| 86                  | Kuwait              | 0    | 0   | 1    | 1       |
| Tổng số (93 đơn vị) | Tổng số (93 đơn vị) | 340  | 338 | 402  | 1080    |